# Zbigniew Zakrzewski (ekonomista)

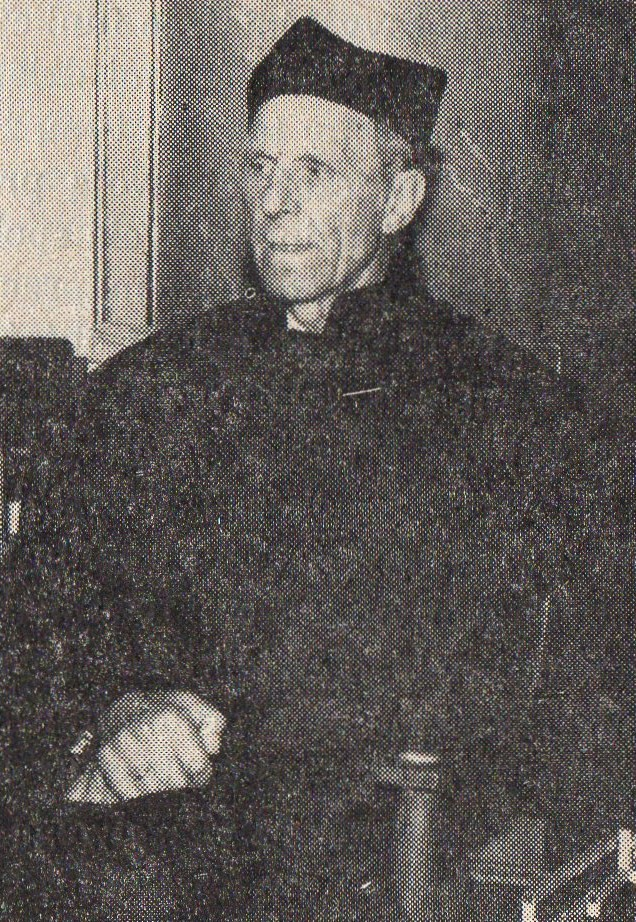
Zbigniew Zakrzewski, 1986

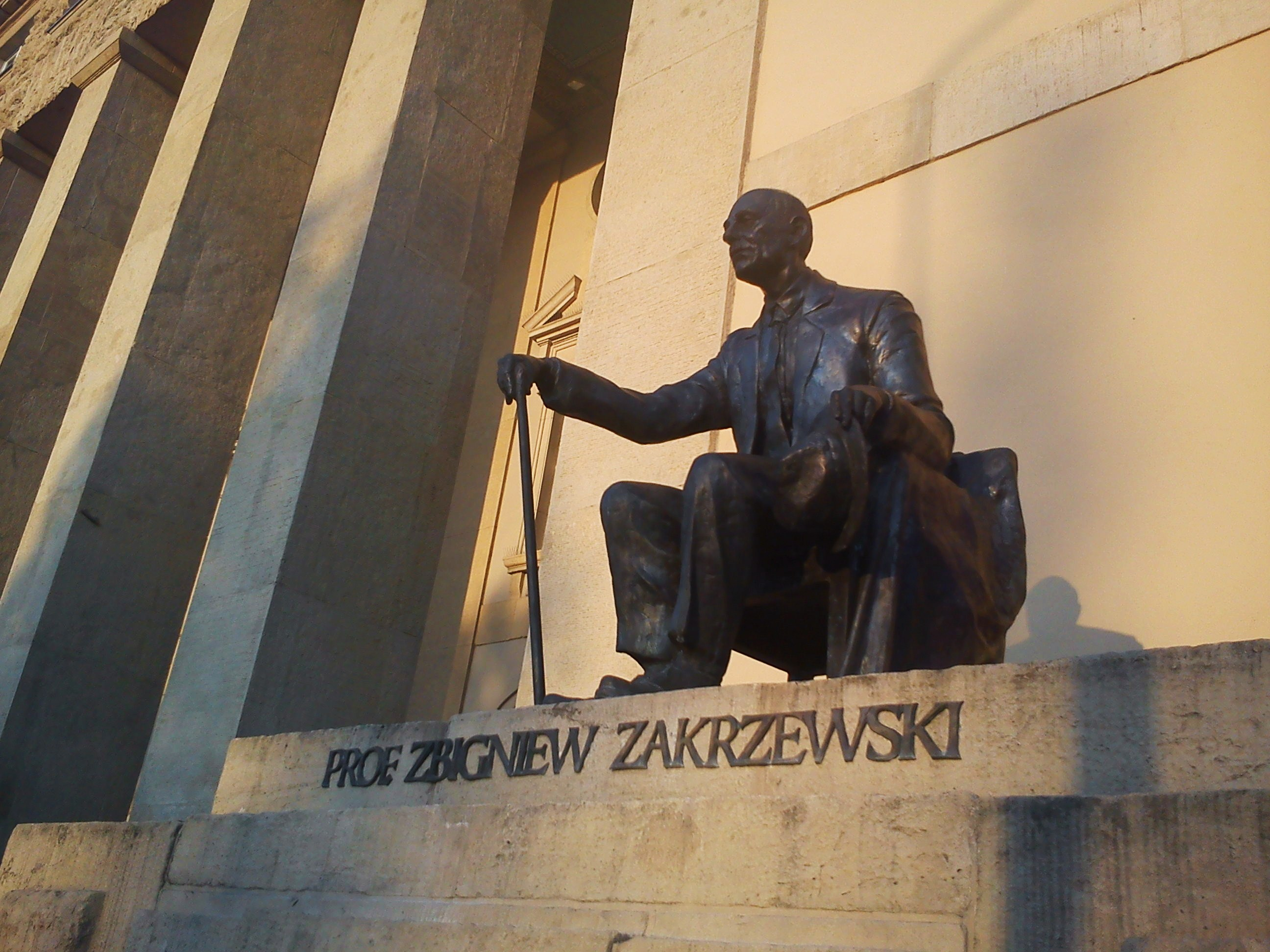
Pomnik Zbigniewa Zakrzewskiego w Poznaniu

Zbigniew Zakrzewski (ur. 15 sierpnia 1912 w Puszczykowie, zm. 19 sierpnia 1992 w Poznaniu) – polski ekonomista i prawnik, profesor, rektor i doktor honoris causa Akademii Ekonomicznej w Poznaniu, prezes i honorowy członek PTPN, prezes Zarządu Oddziału PTE w Poznaniu, współzałożyciel i prezes KIK w Poznaniu, wiceprezes i honorowy członek TMMP, pisarz i działacz społeczny, znawca i miłośnik dziejów Poznania, honorowy przewodnik PTTK.

## Korzenie
Urodził się w Puszczykowie, w rodzinie inteligenckiej. Ojciec – Ksawery Zakrzewski (1876-1915), lekarz, społecznik, działacz niepodległościowy, naczelnik "Sokoła" poznańskiego, oraz inicjator i współtwórca harcerstwa wielkopolskiego – był potomkiem zasłużonego w walkach o niepodległość Polski szlacheckiego rodu Zakrzewskich herbu Trzaska. Z kolei matka Zbigniewa – Janina Zakrzewska z domu Dygat (1873-1941), nauczycielka, tłumaczka i działaczka społeczna – wywodziła się z rodziny polskich emigrantów osiadłych od poł. XIX wieku w Paryżu. Ojciec Janiny – Ludwik Dygat (1839-1901), wicedyrektor rachunkowości Towarzystwa Kolei Północnych w Paryżu – był znanym działaczem patriotycznym na emigracji. Z kolei babcią Janiny Dygat była Ksawera Mierosławska, siostra gen. Ludwika Mierosławskiego i kapitana marynarki handlowej Adama Piotra Mierosławskiego, a dziadkiem – Wincenty Mazurkiewicz – znany działacz emigracyjny, członek centralizacji TDP.

## Nauka i studia
Zbigniew Zakrzewski uczęszczał do Gimnazjum im. św. Jana Kantego w Poznaniu. Po złożeniu egzaminu dojrzałości w roku 1930 podjął równocześnie studia prawnicze, oraz na kierunku ekonomiczno-politycznym, na Wydziale Prawno-Ekonomicznym Uniwersytetu Poznańskiego. W 1938 roku uzyskał tytuł doktora nauk ekonomicznych na podstawie rozprawy pt.: "Witold Skarżyński, ekonomista wielkopolski", napisanej pod kierunkiem prof. Edwarda Taylora.

## Lata wojny
Po wybuchu wojny, jako pracownik Banku Polskiego, mieszczącego się przy ul. Bielańskiej w Warszawie, ewakuował i konwojował polskie złoto do Bukaresztu. Tam badał i segregował zawartość Funduszu Obrony Narodowej. Następnie przedostał się na zachód, do Francji, gdzie wstąpił do I Dywizji Piechoty nowo utworzonej Armii Polskiej. Przebył szkolenie w obozie Coëtquidan w Bretanii. Wskutek szybkiego upadku Francji w maju 1940 roku, jego oddział nie zdążył wziąć udziału w walkach na froncie. Zbigniew Zakrzewski próbował więc przedostać się do okupowanego kraju. Próba ta skończyła się jego aresztowaniem i osadzeniem na okres prawie trzech miesięcy w więzieniu w Katowicach. Po zwolnieniu z więzienia, podjął on pracę na terenie Generalnego Gubernatorstwa w charakterze ekonomisty, w różnych majątkach ziemskich.

## Lata powojenne, osiągnięcia naukowe i dydaktyczne
Po powrocie do Poznania pracował w Akademii Handlowej – późniejszej Wyższej Szkole Ekonomicznej w Poznaniu, przemianowanej na Akademię Ekonomiczną. W 1955 uzyskał stanowisko docenta, w 1958 nominację na profesora nadzwyczajnego, a w 1964 tytuł profesora zwyczajnego. Pełnił funkcje prorektora oraz rektora Akademii Ekonomicznej (w latach 1959/1960-1961/1962). W 1986 roku otrzymał tytuł doktora honoris causa Akademii Ekonomicznej. Pełnił zaszczytne funkcje w Polskim Towarzystwie Ekonomicznym (w latach 1955-1962 pełnił funkcję prezesa Zarządu Oddziału Polskiego Towarzystwa Ekonomicznego w Poznaniu), Poznańskim Towarzystwie Przyjaciół Nauk (był jego honorowym członkiem i prezesem w latach 1981–1987) i w Towarzystwie Miłośników Miasta Poznania im. Cyryla Ratajskiego (był jego wiceprezesem i honorowym członkiem). Społecznikostwo prof. Zakrzewskiego obejmowało ponadto działalność w Klubie Inteligencji Katolickiej w Poznaniu (współzałożyciel i prezes), oraz w redakcji czasopisma "Zdrowie i Trzeźwość" (członek redakcji) propagującego m.in. abstynencję alkoholową. Zaangażowanie profesora w życie tak szerokiego spektrum organizacji świadczy zarówno o bogactwie jego zainteresowań, jak i o głęboko humanistycznym podejściu do problemów kondycji człowieka i jego egzystencji. 23 sierpnia 1980 roku dołączył do apelu 64 uczonych, pisarzy i publicystów do władz komunistycznych o podjęcie dialogu ze strajkującymi robotnikami.
W uznaniu szczególnych zasług na polu krzewienia wiedzy o historii Poznania i Wielkopolski Rada Miejska Poznania w 1992 roku przyznała mu tytuł Honorowego Obywatela Miasta Poznania.

## Spuścizna
Miał niezwykle bogaty dorobek naukowy (jest autorem kilkuset prac ekonomicznych dotyczących m.in. obrotu towarowego i handlu).
Ponadto pozostawił po sobie wiele ciekawych książek-wspomnień i artykułów związanych z historią Poznania (m.in. „Przechadzki po Poznaniu lat międzywojennych”, „Ulicami mojego Poznania. Przechadzki z lat 1918–1939”, „Wspominam Poznań. Fakty i refleksje”), i z Wielkopolską ("Wielkopolanie w kulturze polskiej"). W orbicie jego zainteresowań znajdowała się też biografistyka (oprócz wspomnianych prac i artykułów biograficznych jest on autorem książki pt.: "Nazwy osobowe i historyczne ulic Poznania", oraz współautorem pracy pt.: "Cmentarz zasłużonych na wzgórzu św. Wojciecha w Poznaniu"), filozofia egzystencjalna (czemu dał wyraz w kilku traktatach), muzyka symfoniczna, architektura i urbanistyka (praca pt.: "Architektura i urbanistyka na przykładzie Poznania"), kulturoznawstwo ("Wielkopolanie w kulturze polskiej", "Kulturoznawstwo" – skrypt dla studentów Akademii Ekonomicznej), oraz krajoznawstwo (m.in. "Z dziejów Opatowa").
Zmarł w Poznaniu, 19 sierpnia 1992 r., w wieku 80 lat. Został pochowany na cmentarzu na Junikowie w Poznaniu. 12 kwietnia 2014 r. szczątki Zbigniewa Zakrzewskiego i jego małżonki Elżbiety z Donimirskich decyzją Prezydenta Miasta Poznania zostały przeniesione na cmentarz Zasłużonych Wielkopolan.

## Pamięć
Profesor Zakrzewski patronuje sali 016 w Collegium Altum Uniwersytetu Ekonomicznego w Poznaniu, o czym informuje umieszczona w pobliżu wejścia do sali pamiątkowa tablica. 19 grudnia 2008 r. położony w centrum Poznania skwer Zielone Ogródki otrzymał – z inicjatywy działacza Towarzystwa Miłośników Miasta Poznania, Adama Suwarta – nazwę Zielone Ogródki im. Zbigniewa Zakrzewskiego w Poznaniu. 12 września 2011 po prawej stronie schodów prowadzących do budynku Uniwersytetu Ekonomicznego w Poznaniu postawiono pomnik Zbigniewa Zakrzewskiego.